# Carvalho Leite
Carvalho Leite, właśc. Carlos Antônio Dobbert de Carvalho Leite (ur. 25 czerwca 1912 w Rio de Janeiro, zm. 19 lipca 2004) – brazylijski piłkarz grający na pozycji napastnika.

## Kariera klubowa
Swoją piłkarską karierę zaczął w 1927 roku w klubie Petropolitano Rio de Janeiro, w którym grał przez 2 lata. W 1929 przeszedł do bardziej znanego Botafogo FR i pozostał mu wierny do końca swojej kariery, którą zakończył w 1943 roku. Z Botafogo wygrał pięciokrotnie ligę stanową Rio de Janeiro – Campeonato Carioca w:1930, 1932, 1933, 1934, 1935 oraz zdobył Puchar Rio Branco w 1931 roku. Obok sukcesów drużynowych Carvalho Leite odnosił sukcesy indywidualne, jakimi było zdobycie trzykrotnie tytułu króla strzelców ligi stanowej Rio de Janeiro w: 1936, 1938, 1939. Łącznie przez 14 lat gry Botafogo rozegrał 326 meczów, strzelając w nich 273 bramki.

## Kariera reprezentacyjna
Carvalho Leite w latach 30. występował w reprezentacji Brazylii, z którą dwukrotnie uczestniczył w mistrzostwach świata w 1930 w Urugwaju oraz 1934 we Włoszech. W reprezentacji Brazylii w latach 1930–1937 wystąpił 27 razy strzelając 15 bramek.